# Monsters Twelve
Monsters Twelve (tytułowany również jako Monsters 12) – szesnaste wydawnictwo z serii Monsters producenta muzycznego Figure'a, wydane 15 października 2021 roku przez DOOM Music.

## Lista utworów
1. "They Come at Night" - 2:01
2. "Something Evil" (Figure + ENiGMA Dubz) - 4:37
3. "The BoogeyMan" - 3:01
4. "Flesh Ripper" (Figure and Contakt) - 3:32
5. "It's Under the Bed" (Figure and Floze) - 3:44
6. "SlenderMan" (Figure and 2FAC3D) - 3:21
7. "I Eat Your Skin I Drink Your Blood" - 3:09
8. "The Deadly Organ" - 3:17
9. "The House That Dripped Blood" - 3:13
10. "Fright Night" - 2:56
11. "Dawn of the Dead" (Figure and Terravita) - 3:31
12. "If You Dare" (Figure and Slasher Dave) - 3:23
13. "Babadook" (Figure and Contakt) - 3:20
14. "Zombies Ate My Ravers" (Figure and MDK) - 3:32